# اونیلی
اونیلی اولین آلبوم چند آهنگه نیل تحت کمپانی تی او پی مدیا است که در شانزدهم فوریه سال ۲۰۱۵ منتشر شد. این آلبوم اولین آلبوم انفرادی نیل بعد از چهار سال عضویت در گروه تین تاپ است. از هفت آهنگ آلبوم، آفوگاتو توسط نیل ساخته شده‌است.

## سابقه
در پنجم ژانویه ۲۰۱۵ گزارش شد نیل اولین آلبوم انفرادی خود را در فوریه منتشر می‌کند. در بیست و هفتم ژانویه در برنامه فورسینگ شو نیل برای اولین بار آهنگ ساخته شده توسط خود به نام آفوگاتو را منتشر کرد. در اول فوریه ۲۰۱۵ تی او پی مدیا گزارش داد آلبوم نیل به نام اونیلی در ۱۶ فوریه منتشر می‌شود. نیل در آلبوم خود با خواننده‌های مختلفی مانند کپ الجو و Dok2 همکاری کرد.

## آماده‌سازی و انتشار
اونیلی در ۱۶ فوریه منتشر شد. نیل در ۱۷ فوریه در برنامه رادیویی چوی هوا جونگ پاور تایم نیل گفت دو بار در حین آماده‌سازی آلبوم به خاطر استرس راهی اورژانس شد. در ۲۰ فوریه در برنامه "2TV morning" مادر نیل پیام تصویری فرستاد و گفت من خبر بستری شدن پسرم را از یک متن خبری شنیدم.

## موزیک ویدئو و ترویج

تجمع طرفداران نیل در پروموشن تلویزیونی

موزیک ویدئوی اصلی برای برای آهنگ تیتر «لاوکیلر» در ۱۶ فوریه با همکاری رپر Dok2 منتشر شد. در این موزیک ویدئو مدل کره‌ای یو سئونگ اوک در نقش لاوکیلر طاهر شد. نیل در این ویدئو از رقص لباس و طراحی مایکل جکسون بهره برد و توجهات زیادی را به خود جلب کرد. نیل شوکیس آلبوم را در ایلچی آرت هال برگزار کرد. پروموشن تلویزیونی آهنگ از ۱۳ فوریه با موزیک بانک آغاز شد. او همچنین به ترویج آلبوم در برنامه‌های رادیویی مختلف پرداخت.

## ترکیب
آهنگ لاوکیلر توسط Black Eyed Pilseung ساخته شد که در آهنگهای میسینگ و آی ام ساری با تین تین تاپ همکاری داشت. لاوکیلر یک آهنگ رقص متوسط سرعت با آهنگ گیتار آکوستیک است. آفوگاتو که به معنای ترکیبی از تلخی و شیرینی است توسط خود نیل ساخته شد و اولین بار در برنامه فورسینگ شو نمایش داده شد.

## عملکرد تجاری
اونیلی رتبه یک را در چارت آلبمهای هفتگی هانتئو بدست آورد در حالیکه ۱۷ هزار نسخه از آن در یک هفته به فروش رفت. آبوم همچنین رتبه یک را در چارت ۱۰۰ آلبوم برتر بوگز چارت و گائون چارت بدست آورد.

## تراک لیست
اقتباس از صفحه رسمی تین تاپ.
| شماره      | نام                                   | سراینده             | آهنگساز             | مدت   |
| ---------- | ------------------------------------- | ------------------- | ------------------- | ----- |
| ۱.         | «Only You»                            | Black Eyed Pilseung | Black Eyed Pilseung | ۳:۰۱  |
| ۲.         | «Lovekiller (feat. Dok2)» (못된 여자) | Black Eyed Pilseung | Black Eyed Pilseung | ۳:۳۰  |
| ۳.         | «아포가토 (feat. C.A.P)» (Affogato)   | Niel                | Niel                | ۳:۲۷  |
| ۴.         | «Lady (feat. L.Joe)»                  | Black Eyed Pilseung | Black Eyed Pilseung | ۳:۳۱  |
| ۵.         | «전화해» (Call Me)                    | Ye-Yo               | Ye-Yo               | ۳:۲۶  |
| ۶.         | «에필로그» (Epilogue)                 | Brand Newjiq        | DJTY                | ۳:۰۱  |
| ۷.         | «천사의 노래» (Song of an Angel)      | Lucid Fall          | Lucid Fall          | ۴:۲۱  |
| مجموع مدت: | مجموع مدت:                            | مجموع مدت:          | مجموع مدت:          | ۲۴:۵۹ |

## چارت
| Country     | Chart                    | Peak position |
| ----------- | ------------------------ | ------------- |
| South Korea | Gaon Weekly album chart  | ۱             |
| South Korea | Gaon Monthly album chart | ۳             |